# Hallyeohaesang nationalpark
Hallyeohaesang nationalpark (koreanska: Hallyeohaesang-guglibgong-won) är <en nationalpark i Sydkorea.   Den ligger i provinsen Södra Gyeongsang, i den södra delen av landet, 300 km söder om huvudstaden Seoul.
Nationalparken inrättades 1968 för att skydda övärlden söder om fastlandet. Skyddsområdet täcker en yta av 545,6 km². Cirka 72 procent av denna yta är hav. I nationalparken ingår 30 bebodda och 69 obebodda öar.
Nationalparken är inte en sammanhängande park, utan den är spridd på sex olika områden.
Växtlivet utgörs av 1142 registrerade arter med bland annat tallar, kamelior, Quercus serrata, orkidén Sedirea japonica, orkidéer av släktet Cymbidium och träd av släktet Distylium som tillhör troll trollhasselfamiljen. I skyddsområdet lever flera medelstora rovdjur som mårdar, uttrar och grävlingar.